# Boothia

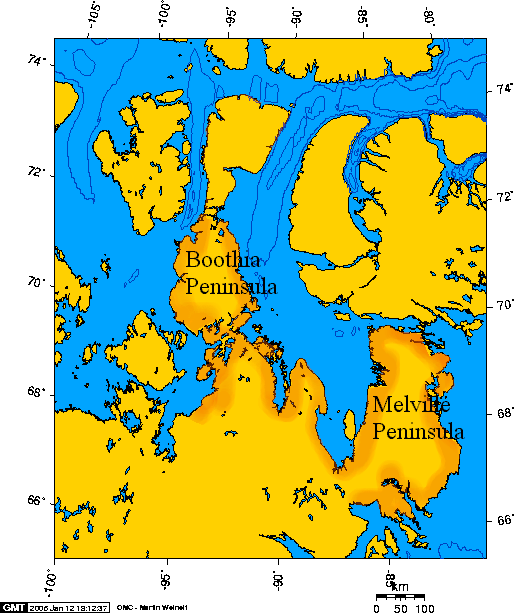
La Boothia e la penisola di Melville nel Nunavut, Canada

La Boothia è una grande penisola del territorio canadese del Nunavut, posta a sud dell'isola di Somerset. Anticamente denominata "Boothia Felix", fu scoperta ed esplorata da James Clark Ross nel 1829-33.

## Geografia
La parte settentrionale del promontorio di Murchison, è il punto più settentrionale della terraferma canadese, e quindi, dell'intera America settentrionale. La Boothia si estende su una superficie di 32.331 km². Lo stretto di Bellot (Ikirahaq) la separa a nord dall'isola di Somerset. La baia di Babbage è sulla costa orientale, come la baia di Abernethy, appena più a sud. La baia di Paisley è sulla costa occidentale.

## Storia
Nel 1829 la penisola è stata intitolata dall'esploratore scozzese John Ross, in onore di Felix Booth, che aveva finanziato la sua seconda spedizione. Ross vi incontrò una grande comunità Inuit. Negli anni successivi, il nipote James Clark Ross condusse la prima spedizione per individuare il polo nord magnetico; il 1º giugno 1831 fu individuato presso capo Adelaide, lungo la costa occidentale dell'isola. Nel 1904, Roald Amundsen lo individuò in una posizione leggermente diversa.